# Cycle menstruel
Ne doit pas être confondu avec le cycle ovarien.
 (avril 2017).
Si vous disposez d'ouvrages ou d'articles de référence ou si vous connaissez des sites web de qualité traitant du thème abordé ici, merci de compléter l'article en donnant les références utiles à sa vérifiabilité et en les liant à la section « Notes et références ».
 (mai 2019).

Cycle menstruel.

Le cycle menstruel est l'ensemble des phénomènes physiologiques, survenant le plus souvent de façon périodique, qui préparent l'organisme de la femme à une éventuelle fécondation. La manifestation la plus visible de ces modifications est la menstruation, l'écoulement périodique et temporaire, par le vagin, d'un mélange de sang, de sécrétions vaginales et de cellules de la paroi utérine (l'endomètre) ; le cycle menstruel ne se réduit cependant pas au cycle endométrial puisque, préparant l'organisme à une éventuelle grossesse, il entraîne des modifications dans l'utérus mais aussi dans les ovaires et les glandes mammaires.
La plupart des mammifères femelles ont un cycle œstral, mais seules dix espèces de primates, quatre espèces de chauves-souris, les musaraignes à trompe et le Rat épineux du Caire ont un cycle menstruel,. Les cycles sont les mêmes que chez la femme à l'exception de la durée, qui varie de 9 à 37 jours,. L'absence de relation immédiate entre ces groupes suggère que l'apparition des menstruations résulte de quatre événements évolutifs indépendants.
Le cycle menstruel, contrôlé par des hormones, commence à la puberté et se termine à la ménopause par épuisement des follicules ovariens et par augmentation de résistance des follicules ovariens à l'action des gonadotrophines. Sa durée de référence est de 28 jours (4 semaines) en Occident mais varie sans anomalie de plus ou moins 4 jours, selon les populations et les individus. En Inde, sa durée a été mesurée à 31,2 ± 3,2 jours en 1974 et à 31,8 ± 6,7 jours en 1992. Selon une étude portant sur 2 303 Européennes (26 912 cycles) et 721 Nord-Américaines (4 786 cycles), le cycle menstruel est finement régulé par une horloge interne, elle-même influencée occasionnellement par le cycle lunaire,.
La connaissance du cycle menstruel est importante pour aborder l'étude des troubles de la menstruation, dans l'exploration de l'infertilité et dans la mise en œuvre des techniques de procréation médicalement assistée. Elle peut aussi être utilisée à des fins contraceptives, il s'agit alors de planification familiale naturelle.

## Modifications organe par organe

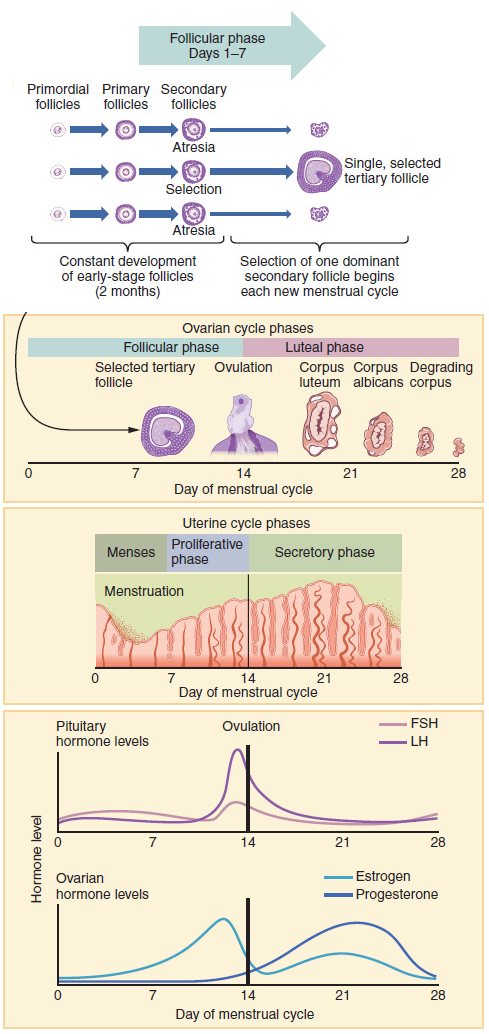
Détails du cycle menstruel.

Le cycle menstruel décrit ici comprend surtout le cycle ovarien, très souvent appelé cycle menstruel par abus de langage. Le cycle menstruel stricto sensu est simplement la période des pertes sanguines : le corps jaune se transforme en corps blanc, et le cycle ovarien est le cycle de l'ovule (ovocyte II). C'est le schéma du follicule primaire à l'ovulation et au corps jaune qui reste pour distribuer la progestérone.[pas clair]

### Cycle hypothalamique
Des neurones particuliers exercent une fonction endocrine puisqu'ils libèrent une hormone, la gonadolibérine ou GnRH (Gonadotropin Releasing Hormone), de façon pulsatile, dans le système vasculaire porte hypothalamo-hypophysaire, contrairement aux neurones classiques qui libèrent des neurotransmetteurs au niveau des synapses ; la GnRH provoque la sécrétion hypophysaire (par des cellules glandulaires de l'antéhypophyse) de deux hormones gonadotropes ou gonadotrophines, l'hormone folliculo-stimulante (FSH) et l'hormone lutéinisante (LH) ; les variations du taux plasmatique de ces hormones au cours du cycle définissent le cycle hormonal hypophysaire.

### Cycle hypophysaire
- La FSH, hormone folliculo-stimulante, est indispensable au développement des follicules gamétogènes et assure la maturation d'un follicule par cycle, le follicule de De Graaf ; d'autre part elle détermine, avec l'hormone lutéinisante (LH), l'installation de la fonction endocrine des follicules au stade préantral.
- La décharge plasmatique d'une forte dose de FSH et surtout de LH déclenche l'ovulation qui a lieu 36 heures après le début de la montée du pic ovulatoire. FSH agit uniquement sur les cellules de la granulosa pour stimuler la synthèse de récepteurs à LH, et leur expression membranaire à la surface des cellules de la granulosa. C'est cette acquisition qui déclenchera, une fois la concentration plasmatique de LH élevée, la rupture du follicule mûr. L'ovulation est donc stimulée à la fois par LH en synergie avec FSH.
- La LH, hormone lutéinisante, permet la formation du corps jaune lors de la 2e phase du cycle et est responsable de la transformation cellulaire des cellules de la granulosa en grandes cellules lutéales (lutéinisation) source de la progestérone.

### Cycle ovarien
Le cycle ovarien comprend la reprise de l'ovogenèse (l'ovocyte I à 2n chromosomes est bloqué au stade de la prophase de la 1re méiose depuis la vie fœtale), les sécrétions hormonales ovariennes indispensables à l'ovulation, aux modifications utérines pour la fécondation et la préparation de l'endomètre à la nidation.
Le fonctionnement endocrine et exocrine de l'ovaire a comme support anatomique le follicule ovarien qui varie lui aussi de façon cyclique.
Il existe donc trois cycles dans l'ovaire :
- le cycle folliculaire
- le cycle exocrine correspondant à la reprise de l'ovogenèse
- le cycle endocrine.

#### Cycles folliculaires ou prolifératif
Les follicules sont contenus dans le stroma cortical. Il existe deux types de follicules :
- Les follicules évolutifs ou gamétogènes dont un seul par cycle atteindra la maturité (follicule de De Graaf) qui pondra un ovocyte 2 et les follicules involutifs qui dégénèreront.
- Il existe différents types de follicules évolutifs correspondant à des stades de maturation progressive de la même structure morphologique ; ce sont chronologiquement :
  - le follicule primordial
  - le follicule primaire
  - le follicule secondaire (préantral)
  - le follicule tertiaire (antral ou cavitaire)
  - le follicule mûr ou follicule de De Graaf.

Chaque follicule contient un ovocyte de premier ordre ou ovocyte I (2n chromosomes) bloqué au stade de la prophase de la 1re méiose (diplotène ou diacynèse).

##### Follicule primordial
Le follicule primordial est très petit (40 à 50 micromètres) ; il est formé d'une mince coque contenant l'ovocyte I ; le noyau ovocytaire volumineux a un aspect quiescent (les chromosomes sont dispersés dans une chromatine fine) et possède 1 ou 2 nucléoles ; la coque folliculaire est formée d'une seule couche de cellules épithéliales aplaties et en nombre très faible (4 ou 5) les cellules folliculeuses.

##### Follicule primaire
Le follicule primaire diffère du follicule primordial par l'aspect des cellules folliculeuses qui sont devenues cubiques. Les cellules folliculeuses se sont multipliées et sont entourées par une membrane basale épaisse, la membrane de Slavjanski qui apparait à ce stade folliculaire.

##### Follicule secondaire
Le follicule secondaire se caractérise par la formation d'une 2e assise cellulaire, puis par une augmentation continue du nombre des cellules folliculeuses constituant la granulosa ; parallèlement, l'ovocyte I augmente de volume (de 40 micromètres dans le follicule primordial, il passe progressivement à une taille de 60 micromètres) et s'entoure d'une enveloppe glycoprotéique, la zone pellucide.

##### Follicule secondaire pré-antral
Les couches cellulaires qui entourent l'ovocyte sont: la zone pellucide qui s'est mise en place et entoure l'ovocyte, les cellules de la granulosa, la membrane de Slavjanski, les cellules de la thèque interne qui sont des cellules mésenchymateuses: elles vont permettre la stéroidogénèse (Delta4-androstendione aromatisés en œstrogènes), les cellules de la thèque externe: c'est un tissu conjonctif qui sert de protection

##### Follicule tertiaire antral ou cavitaire
Le follicule tertiaire se caractérise par l’apparition de la cavité folliculaire ou antrum dans la granulosa. Les cellules de la granulosa entourant l’ovocyte constituent le cumulus oophorus ou disque proligère. L’ovocyte a grossi et son noyau a la taille d’un follicule primaire. Le tissu conjonctif présent autour du follicule s’est différencié en une thèque interne bien vascularisée avec de grandes cellules riches en lipides qui produiront des hormones et une thèque externe contenant de gros vaisseaux.

##### Follicule mûr ou pré-ovulatoire de De Graaf
Le follicule de De Graaf, ou follicule préovulatoire, ou follicule mûr, a atteint son volume maximal (2 cm) ainsi que l'ovocyte I (120 micromètres) ; il fait saillie à la surface de l'ovaire qu'il déforme et amincit au niveau d'une petite plage translucide, le « stigma », sous l'action d'une décharge plasmatique des gonadotrophines hypophysaires, la FSH et la LH.

##### Le corps jaune
La ponte ovulaire a lieu 36 heures après le pic ovulatoire, le follicule de De Graaf, vidé de son contenu, s'affaisse et se plisse ; c'est le follicule déhiscent qui va se transformer en corps jaune.
Le corps jaune résulte de la transformation du follicule déhiscent ; la membrane de Slavjanski disparaît, laissant pénétrer les capillaires des thèques dans la granulosa, ce qui entraîne une transformation des cellules folliculaires : elles augmentent considérablement de volume, s'enrichissent en lipides, et sécrètent un pigment légèrement jaune, la lutéine, responsable de la teinte jaune pâle du corps jaune sur un ovaire à l'état frais ; c'est le phénomène de lutéinisation.
L'absence d'implantation va signifier au corps jaune sa fin de vie, et il va rentrer dans un processus de dégénérescence qui va se faire pendant les 14 jours restants (après l'ovulation). Cette deuxième moitié de cycle constitue la phase lutéale. Au 28e jour, le corps jaune adopte une forme de cicatrice (s'il n'y a pas eu implantation) et prend le nom de corpus albicans (« corps blanc »), ce qui signifie la perte de la fonction endocrine.

#### Ovaire exocrine
C'est la reprise de l'ovogenèse sous l'action de l'estradiol.

#### Ovaire endocrine
Les cellules de la thèque interne sous l'action de la LH synthétisent des androgènes (stéroïdes à 19 atomes de carbone). Ces androgènes sont transformés en œstrogènes (stéroïdes à 18 atomes de carbone) par l'action d'une aromatase synthétisée par les cellules folliculaires sous l'effet de la FSH.
Les cellules folliculaires sécrètent aussi une hormone polypeptidique, l'inhibine, qui exerce un rétrocontrôle négatif sur la sécrétion de FSH particulièrement dans la deuxième moitié de la phase pré-ovulatoire, ce qui serait une des causes de l'involution des follicules.
Le follicule dominant, plus riche en récepteurs à FSH, donc sensible à des taux plasmatiques faibles de cette hormone, est le seul à continuer sa maturation et deviendra le follicule de De Graaf
Lorsque l'estradiol se maintient à un certain taux pendant 48 heures, il y a un rétrocontrôle positif sur la sécrétion de LH déclenchant le pic de LH.
Ce pic de LH, ou « décharge ovulante », est le responsable direct de l'ovulation.

### Cycle tubaire
La trompe de Fallope a un double rôle dans la reproduction :
- Le pavillon assure la captation de l'ovule ; il entoure l'ovaire de ses nombreuses franges mobiles, l'enserre plus ou moins au moment de l'ovulation et récupère l'ovule pondu ; la captation de l'ovule par la trompe est facilitée par l'existence d'un courant séreux d'origine péritonéale guidant l'ovule vers l'ouverture du pavillon (ostium abdominale) ; cette sérosité retourne ensuite dans la cavité péritonéale par les fentes lymphatiques de la muqueuse tubaire
- L'ovule atteint l'ampoule en quelques heures ; c'est à son niveau que se réalise la fécondation ; l'ovule fécondé prend alors le nom d'œuf ou zygote.

### Cycle utérin

#### Myomètre
Il existe des variations du tonus utérin.

#### Endomètre
Par convention, le premier jour du cycle décrit ci-dessous correspond au premier jour des règles.
La croissance de l'endomètre fonctionnel recommence dès le 5e jour et se poursuit pendant tout le cycle : de 0,5 mm à la fin de la menstruation, il passe à 3 mm au moment de l'ovulation pour atteindre 5 mm au 28e jour du cycle.
Phase de desquamation (J1-J4)
- La chute des taux plasmatiques d'œstrogènes et de progestérone due à la dégénérescence du corps jaune provoque un affaissement de la zone fonctionnelle de l'endomètre avec une ischémie (due aux contractions rythmiques des artérioles) entraînant une nécrose des glandes, du chorion et des vaisseaux responsables de la menstruation.
- Il ne reste plus que la zone résiduelle, épaisse de 0,5 mm, qui persiste avec quelques culs-de-sac glandulaires ouverts dans la cavité utérine et des petits vaisseaux.

Phase de régénération (J5-J8)
- La sécrétion de 17-beta-estradiol stimule la croissance de l'endomètre à partir des culs-de-sac glandulaires, l'épithélium de surface se reforme, les glandes s'allongent un peu, ainsi que les artérioles ; les mitoses sont nombreuses dans l'épithélium de surface, les glandes et le chorion.

Phase de prolifération (J9-J14)
- La muqueuse continue sa croissance ; les glandes et les artères s'allongent plus vite que le chorion, ce qui entraîne une légère sinuosité des glandes et un début de spiralisation des artères en profondeur ; les cellules épithéliales augmentent de hauteur et ont un pôle apical clair.

Phase de transformation glandulaire (J15-J21)
- Phase de sécrétion débutant sous l'action combinée des œstrogènes et de la progestérone, les glandes deviennent plus longues et plus sinueuses, la spiralisation des artérioles s'accentue ; la progestérone provoque la sécrétion de glycogène au pôle basal des cellules, les noyaux sont donc en position médiane, voire apicale.

Phase de sécrétion glandulaire (J22-J28)
- Les glandes deviennent très contournées, on parle de glandes en dents de scie ou de glandes ramifiées, la lumière glandulaire étant déformée par des pointes ou épines conjonctives du chorion ; le glycogène a gagné le pôle apical et est excrété hors de la cellule : c'est la phase de sécrétion-excrétion ; les artérioles atteignent leur spiralisation maximale ; l'aspect des glandes et des artères vient du fait qu'elles se développent beaucoup plus vite que le chorion, les artérioles ont une longueur 10 fois supérieure à l'épaisseur du chorion.

### Au niveau du col de l'utérus
Deux modifications sont sous la dépendance des hormones ovariennes :
- le tonus musculaire variant en fonction du cycle
- la composition de la glaire cervicale sécrétée par les cellules glandulaires de col utérin.

#### Phase pré ovulatoire
Peu importante au début du cycle, elle devient de plus en plus abondante et « filante » sous l'effet des œstrogènes, jusqu'à la phase ovulatoire.

#### Phase ovulatoire
Au moment de l'ovulation, elle est particulièrement limpide car riche en eau, sa filance est maximale, son pH alcalin et le réseau de mailles de glycoprotéines est très large et étiré longitudinalement : toutes ces conditions favorisent la survie des spermatozoïdes et leur franchissement du col.

#### Phase post ovulatoire
- Sous l'effet de la progestérone le mucus cervical se coagule et forme, contre les agents microbiens, une barrière physique (mailles serrées et transverses du réseau glycoprotéique) et biochimique, notamment par son pH alcalin et par le lysozyme, enzyme bactériolytique.

### Vagin
Le contenu vaginal est composé de la glaire cervicale, de l'exsudation aqueuse, des cellules vaginales desquamées et de cellules inflammatoires plus ou moins nombreuses (polynucléaires et histiocytes) ; il est normalement riche en glycogène provenant des cellules sécrétantes des voies génitales et des cellules intermédiaires desquamantes ; la flore saprophyte la plus fréquente est la flore lactique formée de lactobacilles, les bacilles de Doderleïn, qui ont la propriété de transformer le glycogène en acide lactique responsable de l'acidité du milieu vaginal.

## Régulations hormonales
(mars 2017).
Le contenu est difficilement compréhensible vu les erreurs de traduction, qui sont peut-être dues à l'utilisation d'un logiciel de traduction automatique.
Pendant la deuxième moitié du cycle, le taux élevé d’œstradiol et de progestérone agissant via l'axe hypothalamo-hypophysaire supprime la production de FSH et de LH par la glande pituitaire. La production déclinante d'œstradiol et de progestérone par le corps jaune à la fin du cycle élimine cette suppression et le taux de FSH augmente.
Les follicules dans les ovaires nécessitent un seuil de FSH au-dessous duquel aucune stimulation ne se produit. Initialement les valeurs de FSH sont inférieures à ce seuil, mais elles augmentent lentement jusqu’à ce que le seuil soit franchi et dès lors qu'un groupe de follicules est stimulé vers une croissance active. Plusieurs jours de croissance sont nécessaires avant que les follicules ne commencent à produire l'estradiol qui est sécrété dans le flux sanguin et atteignent l'hypothalamus pour fournir le signal indiquant que le seuil a été atteint.
Il y a aussi un taux intermédiaire de production de FSH qui doit être dépassé avant qu'un follicule ne soit porté à sa réponse ovulatoire complète, et un taux maximum qui ne doit pas être dépassé sinon trop de follicules sont stimulés et plusieurs ovulations se produisent. Le taux maximum est seulement de 20 % au-dessus du seuil et en conséquence un contrôle rétroactif précis de la production de FSH par les œstrogènes produits par les follicules est essentiel.
Proche de l'ovulation, le follicule dominant produit rapidement des taux croissants d’œstradiol. Cette hormone stimule la production de glaire cervicale et supprime aussi la production de FSH qui passe sous la valeur du seuil, retirant ainsi l'apport nécessaire aux autres follicules qui sont en compétition pour la course à l'ovulation.
La chute du taux de FSH provoque aussi un mécanisme de maturation au sein du follicule dominant qui rend celui-ci réceptif à la seconde gonadotrophine hypophysaire, la LH.
Le taux élevé d'estradiol active par ailleurs un mécanisme rétroactif positif dans l'hypothalamus qui entraîne une décharge massive de LH par la glande pituitaire. Cette décharge de LH est le déclic qui initie la rupture du follicule (ovulation) généralement de 24 à 36 heures après son commencement. La production ovarienne d'estradiol chute brutalement entre l'intervalle séparant le pic de LH et l'ovulation.
Après l'ovulation, le follicule qui s'est rompu est transformé en corps jaune, et la production de la seconde hormone ovarienne, la progestérone, augmente rapidement en même temps que celle d'estradiol. Cette progestérone provoque le changement brutal dans les caractéristiques de la glaire cervicale. La disparition du corps jaune (aux environs du 26e jour) du cycle ovarien (en cas de non fécondation) provoque l'arrêt de la synthèse de progestérone et induit la desquamation d'une partie de l'endomètre qui s'étend sur une période de 3 à 5 jours et se caractérise par des saignements. Le premier jour des règles est aussi le premier jour du nouveau cycle.

## Explorations du cycle menstruel

### Clinique

#### Observation de la glaire cervicale
Les propriétés physiques de la glaire cervicale varient au cours du cycle menstruel sous influence hormonale :
- en phase folliculaire débutante (avant l'ovulation), la glaire cervicale présente un maillage étroit. De plus, l'orifice externe du col de l'utérus est fermé ;
- en phase pré-ovulatoire, sous l'influence des œstrogènes, la glaire cervicale est lâche, elle est transparente, son abondance et sa filance augmentent. Elle se cristallise en une structure de fougère ; ce qui permet l'ascension des spermatozoïdes. À ce moment du cycle, l'orifice externe du col de l'utérus est ouvert ;
- en phase lutéale, sous l'influence de la progestérone (sécrétée par le corps jaune), la glaire cervicale devient moins abondante et sa viscosité augmente.

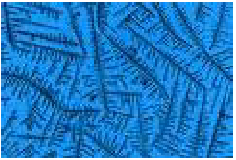
Glaire cervicale (en phase ovulante) observée au MET qui présente cet aspect de fougère

#### Prise de la température
Il existe des variations thermiques au cours du cycle menstruel ; le relevé quotidien de la température permet d'établir une courbe ménothermique.
Lors de l'ovulation on a augmentation de la température corporelle d'à peu près 0,5 °C due à l'action de la progestérone sur l'hypothalamus, et donc à ce moment-là, la femme saura qu'elle est en phase ovulatoire ; cette montée thermique n'est pas prédictive d'une ovulation, mais permet, avec retard, d'affirmer qu'il y a eu une ovulation.

### Biologiques
Les dosages biologiques des hormones hypophysaires et ovariennes.